# Rivière Dalesville
La rivière Dalesville est un affluent de la rivière de l'Ouest, coulant dans la municipalité régionale de comté (MRC) de Argenteuil (municipalité régionale de comté), dans la région administratives des Laurentides, au Québec, au Canada. Cette rivière traverse les municipalités de : Mille-Isles, Gore, Wentworth et Brownsburg-Chatham.
La rivière Dalesville coule principalement en zones forestières. La rivière Dalesville coule plus ou moins en parallèle du côté ouest de la rivière de l'Est.

## Géographie
La source de la rivière Dalesville est située à l'embouchure du lac Breardmore (longueur : 0,3 km ; altitude : 315 m). À partir de cette embouchure, la rivière Dalesville coule sur 26,0 km selon les segments suivants :
Cours supérieur de la rivière Dalesville (segment de 14,7 km
- 1,0 km vers le sud, jusqu'à la limite nord de la municipalité de Mille-Isles ;
- 1,1 km vers le sud-ouest en traversant le lac Carruthers (altitude : 293 m) sur sa pleine longueur ;
- 0,5 km vers le sud-ouest, jusqu'à la limite de la municipalité de Gore ;
- 2,1 km vers le sud-ouest, jusqu'à l’embouchure du lac Barrat (longueur : 0,9 km ;altitude : 295 m) ;
- 1,7 km vers le sud dans la municipalité de Gore, jusqu'à l’embouchure du lac Manitou (longueur : 0,9 km ;altitude : 292 m) ;
- 3,1 km vers le sud-ouest, jusqu'à la route ;
- 2,6 km vers le sud-ouest, jusqu'à la route ;
- 2,6 km vers le sud, jusqu'à la limite de la municipalité de Brownsburg-Chatham (secteur Chatham).

Cours inférieur de la rivière Dalesville (segment de 11,3 km
À partir de la limite entre Wentworth et Brownsburg-Chatham, la rivière Dalesville coule sur :
- 4,7 km vers le sud dans la municipalité de Brownsburg-Chatham, jusqu'à la route 327 qu’elle coupe à 0,3 km à l’ouest du centre du hameau de Dalesville ;
- 0,7 km vers le sud-est en passant du côté ouest du hameau de Dalesville, jusqu'à la route 327 ;
- 3,4 km vers le sud, jusqu'à la route 327 qu’elle coupe à 0,7 km à l’est du village de Brownsburg ;
- 2,5 km vers le sud, en zigzaguant du côté ouest du village de Brownsburg, jusqu'à la confluence de la rivière[2].

La rivière Dalesville se déverse sur la rive nord-ouest de la rivière de l'Ouest. Cette confluence est située à :
- 3,6 km à l’ouest de la confluence de la rivière de l'Ouest ;
- 8,6 km au nord du Lac Dollard-des-Ormeaux lequel est traversé par la rivière des Outaouais ;

## Toponymie
Le terme Dale est un patronyme de famille et le terme « Dales » s’avère une espèce de poneys. Le terme Dalesville est associé au hameau Dalesville où passe la rivière Dalesville
Le toponyme rivière Dalesville a été officialisé le 5 décembre 1968 à la Banque des noms de lieux de la Commission de toponymie du Québec.